# 9674 Slovenija
A 9674 Slovenija (ideiglenes jelöléssel 1998 QU15) a Naprendszer kisbolygóövében található aszteroida. Crni Vrh fedezte fel 1998. augusztus 23-án.